# Бігунець малий
Бігунець малий (Cursorius temminckii) — вид сивкоподібних птахів родини дерихвостових (Glareolidae).

## Поширення
Вид досить поширений в країнах Субсахарської Африки. Мешкає у саванах, на луках, полях. Уникає тропічних лісів та жарких пустель.

## Опис
Довжина тіла 20 см. Оперення червонувато-коричневе. Верх голови червоний. На потилиці від очей проходить чорна смуга очей.

## Спосіб життя
Живе у відкритих місцевостях з невисокою рослинністю. Наземний птах. Живляться комахами, рідше насінням.